# Aixras ibn Abd-Al·lah as-Sulamí
Ashras ibn Abdallah al-Sulami (Aixras ibn Abd-Al·lah as-Sulamí) fou un notable de la tribu Sulaym que va governar el Khurasan.
Khàlid ibn Abd-Al·lah al-Qasrí de l'Iraq va rebre el govern del Khurasan i les províncies orientals el 724 però va delegar els seus poders al Khurasan en el seu germà Àssad ibn Abd-Al·lah (724-727) i després en Aixras ibn Abd-Al·lah as-Sulamí (727) que va exercir fins al 730. Posteriorment el califa va nomenar ell mateix als governadors de Khurasan.